# Паудерсвілл (Південна Кароліна)
Паудерсвілл (англ. Powdersville) — переписна місцевість (CDP) в США, в окрузі Андерсон штату Південна Кароліна. Населення — 10 025 осіб (2020).

## Географія
Паудерсвілл розташований за координатами 34°46′45″ пн. ш. 82°29′39″ зх. д. / 34.77917° пн. ш. 82.49417° зх. д. (34.779030, -82.494259).  За даними Бюро перепису населення США в 2010 році переписна місцевість мала площу 36,26 км², з яких 35,94 км² — суходіл та 0,33 км² — водойми.

## Демографія
Згідно з переписом 2010 року, у переписній місцевості мешкало 7618 осіб у 2827 домогосподарствах у складі 2183 родин. Густота населення становила 210 осіб/км².  Було 3131 помешкання (86/км²).
Расовий склад населення:
| - 87,3 % — білих - 7,5 % — чорних або афроамериканців - 1,6 % — азіатів - 0,3 % — корінних американців - 0,1 % — вихідців з тихоокеанських островів - 1,6 % — осіб інших рас |

До двох чи більше рас належало 1,6 %. Частка іспаномовних становила 3,6 % від усіх жителів.
За віковим діапазоном населення розподілялося таким чином: 25,5 % — особи молодші 18 років, 63,1 % — особи у віці 18—64 років, 11,4 % — особи у віці 65 років та старші. Медіана віку мешканця становила 38,9 року. На 100 осіб жіночої статі у переписній місцевості припадало 94,7 чоловіків;  на 100 жінок у віці від 18 років та старших — 94,4 чоловіків також старших 18 років.